# 警察共済組合
警察共済組合（けいさつきょうさいくみあい）は、地方公務員等共済組合法に基づいて設立された共済組合で警察庁職員・地方警務官・皇宮警察職員・都道府県警察職員を組合員として構成される。略称はKEIKYO。

## 概要
1920年に施行された警察共済組合令により発足。1948年7月1日に施行された国家公務員共済組合法（旧法）により国家公務員共済組合となる。1958年7月1日に施行された国家公務員共済組合法により長期給付制度の不平等さを解消。1962年12月1日に施行された地方公務員等共済組合法により地方公務員共済組合となる。
支部は警察庁・皇宮警察本部・都道府県ごとにおかれ、警察庁内・皇宮警察本部内・都道府県警察本部内に設置される。その他、5か所の保養施設の運営も行っている。
組合員証の保険者番号は33から始まる8桁の番号からなる。記号番号の記号も警・○○（○○の中には2文字あるいは3文字の所属支部名が入る）からなる。

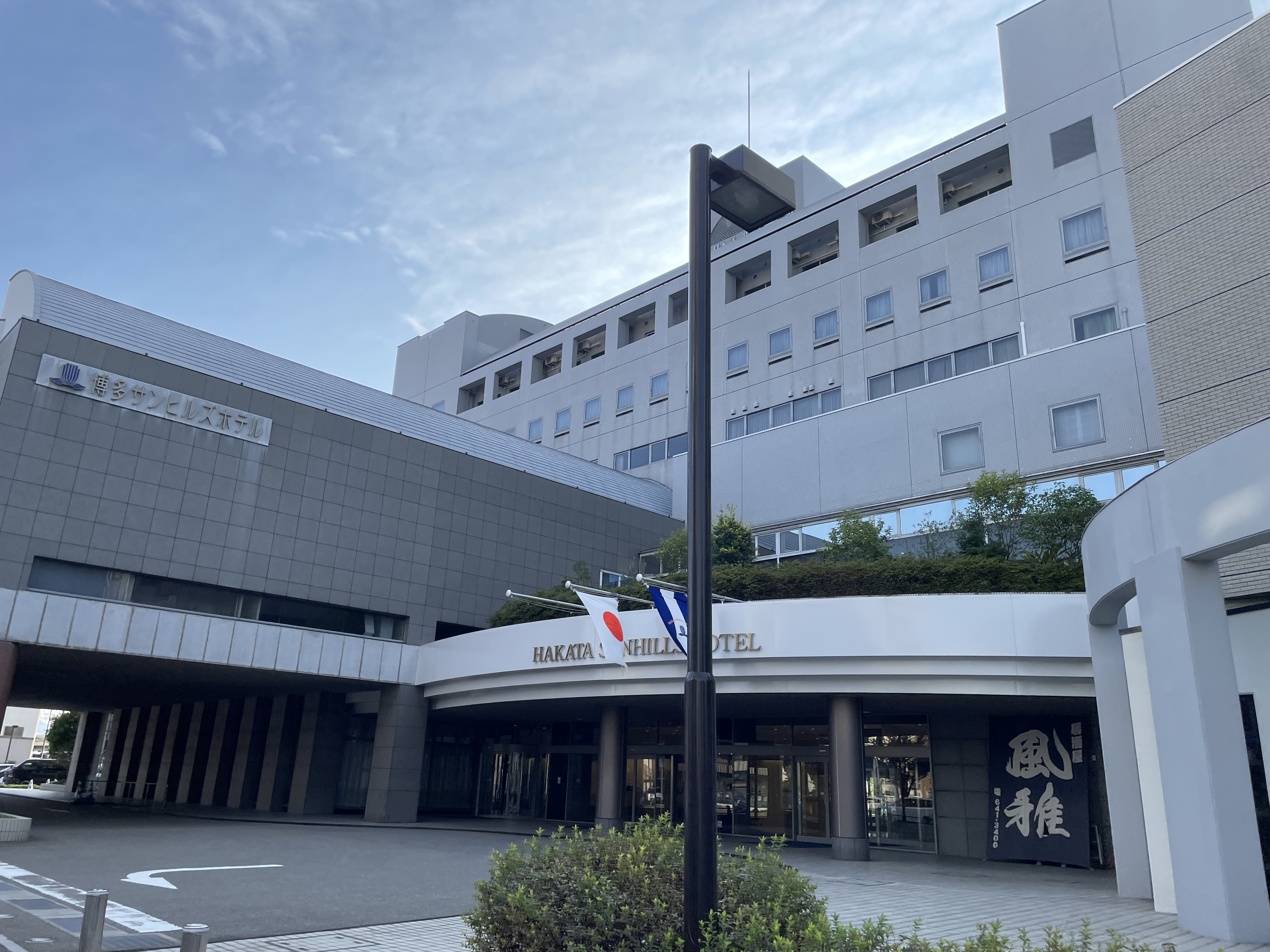
博多サンヒルズホテル

## 保養施設
- プリムローズ有朋
- ホテルグランドアーク半蔵門
- プリムローズ大阪
- 博多サンヒルズホテル